# Alfred Weil
Alfred Weil (* 16. Februar 1951 in Mörfelden) ist ein deutscher Buddhist. Er war Vorsitzender der Deutschen Buddhistischen Union.
Er studierte in Marburg und Frankfurt am Main Erziehungswissenschaft, Politik und Psychologie. Nach dem Diplom (Schwerpunkt Erwachsenenbildung) und der Promotion zum Dr. phil. war er zunächst viele Jahre hauptberuflich als politischer Referent tätig.
Ab 1973 unternahm er verschiedene Reisen, vor allem nach Südostasien. Dort fand seine erste Begegnung mit dem Buddhismus statt. Die systematische Auseinandersetzung begann 1979, besonders mit dem Theravada. In Deutschland wurden Paul Debes und Ayya Khema seine wichtigsten Lehrer. Seit 1984 hält er Vorträge und Seminare zu buddhistischen Themen. Er war Vorsitzender der Deutschen Buddhistischen Union (DBU) von 1993 bis 2001, Mitglied der Redaktion der „Lotusblätter“ von 1990 bis 2002 und ist Ehrenrat der DBU seit 2003, Mitglied am Runden Tisch der Religionen mehrere Jahre ab 1998.
Es gibt von ihm zahlreiche Veröffentlichungen in Zeitschriften, und er ist Autor und Herausgeber mehrerer Bücher.

## Veröffentlichungen (Auswahl)
- 1993 Wege zur Todlosigkeit. Tod und Transzendenz in der Lehre des Buddha. (2. Auflage 1998) – siehe Weblinks
- 1998 (Hrsg.) Stiller Geist – Klarer Geist. Buddhistische Meditation
- 1999 (Hrsg.) Brücken bauen ins nächste Jahrtausend. Buddhistisch-christlicher Dialog für eine menschliche Zukunft.
- 2005 Buddhismus. Schritte in den Westen – Schritte im Westen.
- 2006 Morgenröte und heller Tag – Die vier befreienden Wahrheiten des Buddha.
- 2008 (Hrsg.) Karma  (1. Auflage 1996)
- 2021 Gefängnis Sinnesfreue. Der Buddha – Spielverderber oder Befreier?
- 2022 Reden – Hören – Schweigen. Die Macht der Sprache